# ألفريد سانت
ألفريد سانت (بالإنجليزية: Alfred Sant)، (28 فبراير 1948- سليمة) هو سياسي وروائي وكاتب مالطي. قاد حزب العمل من 1992 إلى 2008، وشغل منصب رئيس وزراء مالطا بين 1996 و1998 وزعيم المعارضة من 1992 إلى 1996 ومن 1998 إلى 2008. وهو كاتب مسرحي معروف نشر العديد من الكتب. حاصل على شهادة بكالوريوس العلوم في الفيزياء والرياضيات من جامعة مالطا عام 1967، وعلى ماجستير العلوم في الفيزياء في عام 1968. درس الإدارة العامة في المعهد الدولي للإدارة العامة التابع للمدرسة الوطنية للإدارة في باريس عام 1970. حصل على شهادة الماجستير في إدارة الأعمال من كلية الدراسات العليا للإدارة من جامعة بوسطن عام 1976، وحصل على شهادة الدكتوراه في إدارة الأعمال من كلية هارفارد للأعمال عام 1979.

## الأعمال الأدبية
تشمل أعماله المنشورة المسرحيات والقصص القصيرة والروايات.

### مسرحيات
- Min Hu Evelyn Costa? (1979)[6]
- Fid-Dell tal-Katidral (1994)[7]
- Qabel Tiftaħ l-Inkjesta (1999)[8]

### قصص قصيرة
- Kwart ta' Mija (1995)[9]
- Pupu fil-Baħar (2009)[10]

### روايات
- L-Ewwel Weraq tal-Bajtar (1968)[11]
- Bejgħ u Xiri (1981)[12]
- Silġ fuq Kemmuna (1982)[13]
- La Bidu, La Tmiem (2001)[14]
- L-Għalqa tal-Iskarjota (2009)[15]
- George Bush f'Malta (2013)